# Пси Андромеды
Пси Андромеды (лат. ψ Andromedae), 20 Андромеды (лат. 20 Andromedae), HD 223047 — кратная звезда в созвездии Андромеды на расстоянии (вычисленном из значения параллакса) приблизительно 1004 световых лет (около 308 парсеков) от Солнца. Видимая звёздная величина звезды — +4,966m. Возраст звезды определён как около 79 млн лет.

## Характеристики
Первый компонент (HD 223047Aa) — жёлтый сверхгигант спектрального класса G8Ib или G5Ib. Масса — около 5,4 солнечной, радиус — около 686 солнечных. Эффективная температура — около 4990 K.
Второй компонент (HD 223047Ab) — бело-голубая звезда спектрального класса B8IV или B9. Масса — около 2,6 солнечной. Удалён на 0,28 угловой секунды. Орбитальный период — около 261 года.
Третий компонент (HD 223047Ac) удалён на 0,14 угловой секунды. Орбитальный период — около 102 лет.
Четвёртый компонент (UCAC3 273-299671) — жёлтый или оранжевый карлик спектрального класса K-G. Видимая звёздная величина звезды — +14,6m. Радиус — около 0,81 солнечного, светимость — около 0,359 солнечной. Эффективная температура — около 4964 K. Удалён на 24,8 угловых секунд.
Пятый компонент (UCAC3 273-299682) — жёлто-белая звезда спектрального класса F. Видимая звёздная величина звезды — +13,1m. Радиус — около 1,36 солнечного, светимость — около 3,65 солнечной. Эффективная температура — около 6835 K. Удалён на 62 угловых секунды.
Шестой компонент (BD+45 4322) — оранжевый гигант или субгигант спектрального класса K0. Видимая звёздная величина звезды — +9,1m. Радиус — около 6,9 солнечных, светимость — около 21,629 солнечных. Эффективная температура — около 4738 K. Удалён на 184 угловых секунды.
Седьмой компонент (CCDM J23461+4624E) удалён от шестого компонента на 0,3 угловой секунды. Видимая звёздная величина звезды — +8,1m.